# La fiscal de hierro
La fiscal de hierro é uma telenovela mexicana produzida e exibida pela Azteca de 30 de janeiro de 2017 e 19 de maio de 2017.
Se trata de uma história real, passada na Colômbia.
É protagonizada por Iliana Fox, Carlos Ferro e Raúl Méndez e antagonizada por Christian Tappan, Alejandro Camacho, Ruy Senderos e Stefany Hinojosa.

## Sinopse
Silvana Durán é uma mulher de caráter forte, que prometeu capturar o suposto responsável pela morte de seu pai: Diego Trujillo. Para esta tarefa, Silvana usa sua astúcia e chega até a fiscalia onde descobre que seu pai serviu como seu intermediário a Francisco Miranda, líder do cartel mais importante do México.
Silvana começou a trabalhar como fiscal, e conhece e se casa com Ernesto Guarin , um policial de prestígio que só chega ao fim de seu casamento. Ernesto, antes de morrer e preocupado com a segurança de Silvana,  atribuí a Joaquin Muñoz a função de guarda-costas de Silvana. O que ele jamais imaginaria é que, entregando a segurança de Silvana, também estaria entregando o coração da mulher que ama.
Depois de não conseguir atingir seu objetivo, Silvana percebe que precisa de mais aliados. Assim começa a apoiar-se sobre seu irmão mais novo Argemiro Durán , um jovem astuto e esquivo, que sabem se infiltrar em grupos criminosos. Argemiro levará Silvana até Candela Miranda, a única filha de Francisco Miranda, e a herdeiro do negócio, à qual ele termina se apaixonando.
Silvana deve lutar contra seus próprios sentimentos: Ela, embora ainda apaixonada, não sabe se deve ou não confiar em Joaquin. Lá fora, na rua, segue forte a ameaça de Francisco, o mafioso que jurou vingança contra a família Duran. Além disso, Argemiro, a morte de seu irmão a cada dia está mais longe dela, na calçada oposta. Silvana terminará contra seus sentimentos, colocando seu próprio irmão no banco dos réus e colocando a justiça acima de sua auto-estima.

## Elenco
- Iliana Fox - Silvana Durán
- Carlos Ferro - Joaquín Muñoz
- Raúl Méndez - Ernesto Padilla
- Alejandro Camacho - Diego Trujillo
- Ruy Senderos - Argemiro Durán
- Christian Tappan - Francisco Miranda
- Maria Cristina Lozada - Evelina de Durán
- Stefany Hinojosa - Candela Miranda
- Álvaro Guerrero - Humberto Zúñiga
- Octavio Hinojosa - Wallace
- Alberto Agnesi
- Laura Palma - Violeta
- Jessica Mas - Fabiana
- Eligio Meléndez
- Rodrigo Oviedo
- Claudia Lobo
- Rocío Verdejo - Camila Saldarreaga
- Alejandro Mata
- Enrique Singer
- José Carlos Rodríguez - Jorge Guevara
- Julio Casado
- Fabián Corres
- Tania López - Érika Sánchez
- Fabián Peña - Roberto Gutiérrez
- Néstor Rodulfo